# Star and Sky
『Star and Sky』（スター・アンド・スカイ）は、2022年にタイのGMM25で放送されたテレビシリーズで、「Star In My Mind」と「Sky In Your Heart」の2つのパートで構成されている。
このシリーズはGMMTVによって制作され、2021年12月に開催されたGMMTVの「BORDERLESS」イベントにて2022年放送予定のドラマシリーズのうちの1つとして紹介された。GMM25とViuで2022年4月8月から5月27日まで「แล้วแต่ดาว Star In My Mind」が、2022年6月3日から7月22日まで「ขั้วฟ้าของผม Sky In Your Heart」が放送された。日本では6月18日よりTELASAにて配信が開始された。

## キャスト

### Star In My Mind

#### メイン
- ダオヌア役：ナッタチャイ・ブンプラサート（ダンク）
- カープクルーン役：アーチェン・アイドゥン（ジュン）

#### 脇役
- タイフーン役：パヌロー・チャルムキッポーンタウィー（ペッパー）
- マイティー役：パウィン・クーラカーラニャウィット（パウィン）
- ショーン役：キッティポップ・セーリーウィチヤサワット（サタン）
- ネイ役：タナウィン・ポンチャルンラット（ウィンニー）
- ポッポン役：チャヤコーン・ジュターマー（JJ）
- ノエル役：ティンナパン・タントゥーイ（トー）
- ジョージア役：ベンヤーパー・ジーンプラソーム（ヴィウ）
- ティンティン役：アピチヤー・サエチャン（サイシー）
- パペーン役：プリヤファット・ロスワンシリ（アーン）
- クアファー役：ジラキット・ターワンウォン（メーク）
- プリンス役：ジランタニン・トライラッタナヨン（マーク）

#### ゲスト
- クルーンの母親役：スンスダー・ラーワンプラサート（ナムフォン） สรวงสุดา ลาวัณย์ประเสริฐ (น้ำฝน)
- コンテストの先輩スタッフ役：パットシット・プームプーンサワット（スットヨート）
- コンテスト司会者役：サマンサ・メラニー・コーツ（サミー）

### Sky In Your Heart

#### メイン
- クアファー役：ジラキット・ターワンウォン（メーク）
- プリンス役：ジランタニン・トライラッタナヨン（マーク）

#### 脇役
- メーサー役：ウィーラユット・チャンスック（アーム）
- ジェージェー役：チンラット・シリポンチャワリット（マイク）
- ヤヤー役：スリーヤレート・ヤカレー（プリッキン）
- ダオヌア役：ナッタチャイ・ブンプラサート（ダンク）
- カープクルーン役：アーチェン・アイドゥン（ジュン）
- ウー役：ジラキット・クーアーリヤクン（トップタップ）
- シンシア役：ナパット・パチャラチャワリット（アン）

#### ゲスト
- 村長役：スポット・チャンチャルーン（リフト） สุพจน์ จันทร์เจริญ (ลิฟท์)
- プリンスの母親役：オンアノン・パンヤーウォン（オーン）

## オリジナルサウンドトラック
| タイトル                 | アーティスト   | 備考              |
| ------------------------ | -------------- | ----------------- |
| ท้องฟ้ากับแสงดาว (Star&Sky) | Louis Thanawin | [ 3 ]             |
| แล้วแต่ดาว (My Starlight)  | Joong Archen   | Star In My Mind   |
| กลางทาง (Our Way)        | Mek Jirakit    | Sky In Your Heart |

## タイでの評価
- 最も低い評価のエピソードは青文字で、最も高い評価のエピソードは赤文字で表す。

### Star In My Mind
| EP       | 放送日        | 放送時間          |       | 備考   |
| -------- | ------------- | ----------------- | ----- | ------ |
| 1        | 2022年4月8日  | 金曜日20:30 (ICT) | 0.071 | [ 6 ]  |
| 2        | 2022年4月15日 | 金曜日20:30 (ICT) | 0.124 | [ 7 ]  |
| 3        | 2022年4月22日 | 金曜日20:30 (ICT) | 0.087 | [ 8 ]  |
| 4        | 2022年4月29日 | 金曜日20:30 (ICT) | 0.124 | [ 9 ]  |
| 5        | 2022年5月6日  | 金曜日20:30 (ICT) | 0.089 | [ 10 ] |
| 6        | 2022年5月13日 | 金曜日20:30 (ICT) | 0.076 | [ 11 ] |
| 7        | 2022年5月20日 | 金曜日20:30 (ICT) | 0.084 | [ 12 ] |
| 8        | 2022年5月27日 | 金曜日20:30 (ICT) | 0.120 | [ 13 ] |
| 平均評価 | 平均評価      | 平均評価          | 0.097 | 1      |

### Sky In Your Heart
| EP       | 放送日        | 放送時間          | 評価  | 備考   |
| -------- | ------------- | ----------------- | ----- | ------ |
| 1        | 2022年6月3日  | 金曜日20:30 (ICT) | 0.179 | [ 14 ] |
| 2        | 2022年6月10日 | 金曜日20:30 (ICT) | 0.134 | [ 15 ] |
| 3        | 2022年6月17日 | 金曜日20:30 (ICT) | 0.137 | [ 16 ] |
| 4        | 2022年6月24日 | 金曜日20:30 (ICT) | 0.079 | [ 17 ] |
| 5        | 2022年7月1日  | 金曜日20:30 (ICT) | 0.126 | [ 18 ] |
| 6        | 2022年7月8日  | 金曜日20:30 (ICT) | 0.171 | [ 19 ] |
| 7        | 2022年7月15日 | 金曜日20:30 (ICT) | 0.118 | [ 20 ] |
| 8        | 2022年7月22日 | 金曜日20:30 (ICT) | 0.162 | [ 21 ] |
| 平均評価 | 平均評価      | 平均評価          | 0.138 | 1      |

^1 各話毎の平均評価に基づく。